# Sesleria bielzii
Sesleria bielzii là một loài thực vật có hoa trong họ Hòa thảo. Loài này được Schur miêu tả khoa học đầu tiên năm 1850.